# فرح غراي
فرح غراي (بالإنجليزية: Farrah Gray)‏ هو شخصية أعمال ومتحدث تحفيزي وصحفي أمريكي، ولد في 9 سبتمبر 1984.

## وصلات خارجية
- الموقع الرسمي